# Петнаеста српска бригада НОВЈ
Петнаеста српска бригада НОВЈ формирана је 2. јуна 1944. године у месту Реткоцеру (Горња Јабланица) од бораца Горњојабланичког НОП одреда. Приликом формирања имала је три батаљона са око 350 бораца. Дана 10. јуна 1944. бригада је у Пустој реци прикључена 24. српској дивизији НОВЈ.

## Борбени пут бригаде
Бригада је дејствовала у борбама по области Јабланице, а истакла се у борбама за ослобођење Лебана од 18. до 20. августа 1944. и у борбама против четника у Горњој Јабланици. Крајем јула у њеном се саставу налазило преко 1,000 бораца, а у септембру око 2,000 бораца. Учествовала је у борбама у селу Пуковац, против снага Српског добровољачког корпуса, који је покушао да се пробије из Лесковца према Нишу. Дана 1. октобра 1944. прикључена је 47. српској дивизији НОВЈ. Након тога је учествовала у борбама за коначно ослобођење лесковачког краја и 11. октобра ослободила град Лесковац. Током Нишке операције борила се против главних јединица 7. СС брдске дивизије „Принц Еуген“ у правцу Ниш-Прокупље. Успели су да заробе око 700 немачких есесоваца, али су и сами претрпели велике губитке од око 300 погинулих и рањених. Након ослобођења долине Мораве, Главни штаб НОВ и ПО Србије послао је бригаду у Хомоље, где је учествовала у биткама против мањих група четника које су тамо још увек пружале отпор. У децембру 1944. је поново била послана у чишћење терена око Крагујевца и Краљева. Почетком 1945. била је ангажована у борбама против четника у западној Србији. Априла 1945. већина њених бораца је укључена у Народну милицију, чиме је бригада расформирана.